# Fallet Wagner
Fallet Wagner, Der Fall Wagner, var namnet på en filosofisk bok skriven av Friedrich Nietzsche 1888. Boken är en kritik emot kompositören Richard Wagner och hans antisemitism. Nietzsche sätter Wagner som ett symptom på en större "sjuka" i Europa: nihilism. Nietzsche reflekterar i texten om sina synpunkter om konst och dess inverkan på människans hälsa och kan ses som lika mycket musikkritik som filosofi. Boken bör ses i ljuset av att Nietzsche tidigare i livet varit en stor beundrare av Wagner.

## Utgåvor på svenska
- 1898 - Fallet Wagner : Nietzsche contra Wagner
- 1992 - Fallet Wagner ISBN 91-7139-026-X